# Clare Magee

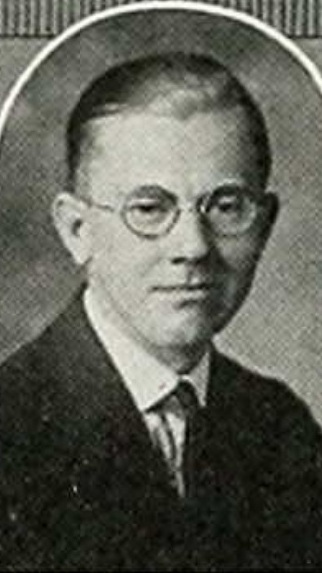
Clare Magee

Clare Magee (* 31. März 1899 bei Livonia, Putnam County, Missouri; † 7. August 1969 in Unionville, Missouri) war ein US-amerikanischer Politiker. Zwischen 1949 und 1953 vertrat er den Bundesstaat Missouri im US-Repräsentantenhaus.

## Werdegang
Clare Magee besuchte die Unionville High School und danach bis 1916 das Kirksville State Teachers College. Während des Ersten Weltkrieges diente er in der US-Marine, in der er unter anderem Ausbilder an Schusswaffen war. Nach dem Krieg zog er nach Deaver in Wyoming, wo er in den Jahren 1920 und 1921 für die Rekultivierungsbehörde der Bundesregierung arbeitete. Nach einem anschließenden Jurastudium an der University of Missouri in Columbia und seiner 1922 erfolgten Zulassung als Rechtsanwalt begann er in Unionville in diesem Beruf zu arbeiten. Seit 1932 bewirtschaftete er auch die Farm, auf der er geboren wurde. Zwischen 1935 und 1941 war Magee Posthalter in Unionville. Während des Zweiten Weltkrieges diente Magee bis 1944 in der US Army. Dort war er zunächst als einfacher Soldat bei der Artillerie. Seit 1942 war er Hauptmann im Fliegerkorps.
Politisch war Magee Mitglied der Demokratischen Partei. Bei den Kongresswahlen des Jahres 1948 wurde er im ersten Wahlbezirk von Missouri in das US-Repräsentantenhaus in Washington, D.C. gewählt, wo er am 3. Januar 1949 die Nachfolge von Samuel W. Arnold antrat. Nach einer Wiederwahl konnte er bis zum 3. Januar 1953 zwei Legislaturperioden im Kongress absolvieren. Diese waren von den Ereignissen des Kalten Krieges geprägt. Im Jahr 1952 verzichtete Clare Magee auf eine erneute Kongresskandidatur. Nach seinem Ausscheiden aus dem US-Repräsentantenhaus praktizierte er wieder als Anwalt. Er starb am 7. August 1969 in Unionville, wo er auch beigesetzt wurde.